# Джеймс Вебб (телескоп)
Космічний телескоп ім. Джеймса Вебба (англ. James Webb Space Telescope, JWST) — американський орбітальний інфрачервоний космічний телескоп. Призначений для широкого спектра спостережень в астрономії і космології, зокрема, спостереження найвіддаленіших об'єктів і подій у Всесвіті, як-от утворення перших галактик.
Проєкт здійснюється шляхом міжнародної співпраці 17 країн, на чолі з НАСА, зі значним внеском Європейського та Канадського космічних агентств. Розробкою керував Центр космічних польотів імені Ґоддарда, головний підрядник — Northrop Grumman. Початкова назва — «Космічний телескоп нового покоління» (англ. Next-generation space telescope — NGST). 2002 року названо на честь другого керівника НАСА Джеймса Вебба (1902—1992), що керував агенцією в 1961—1968 рр.
На кінець 2021 року витрати на створення телескопа складали понад 9,7 млрд доларів США ($), а з урахуванням подальших витрат ($861 млн на п'ятирічну експлуатацію) загальна вартість проєкту перевищила $10 млрд.
Телескоп успішно запущено 25 грудня 2021 року, о 12:20 UTC, ракетою-носієм Аріан-5. Він прибув до точки Лагранжа Сонце — Земля L2 у січні 2022 року. Перше зображення від JWST було опубліковано на прес-конференції 11 липня 2022 р. Уже в перші тижні своєї роботи JWST вдалося зробити відкриття, можливо, найвіддаленішого астрономічного об'єкта за історію спостережень — галактики GLASS-z13.
Цей телескоп є наступником телескопа Габбла, як головної місії НАСА в астрофізиці. На момент запуску телескоп Вебба був найбільшим, найдорожчим та найчутливішим оптичним та інфрачервоним космічним телескопом в історії людства, та одним із найважливіших проєктів в астрономії у XXI столітті.

## Історія

### Передісторія
Ранні роботи з розробки наступника телескопа Габбла між 1989 і 1994 роками привели до концепції телескопа Hi-Z, 4-метрового інфрачервоного телескопа, який працював би на орбіті в три астрономічні одиниці. Ця далека орбіта була б вигідна через менший світловий шум від зодіакального пилу. Інші ранні плани передбачали місію телескопа-попередника ініціативи НАСА NEXUS (Nexus for Exoplanet System Science).
Виправлення невтішних характеристик космічного телескопа Габбл (HST) у перші роки його роботи зіграло значну роль у народженні JWST. 1993 року НАСА підготувало місію Space Shuttle, яка мала замінити камеру HST і модернізувати його спектрограф, щоб компенсувати сферичну аберацію в його основному дзеркалі. Хоча астрономічна спільнота з нетерпінням чекала цієї місії, НАСА попереджало, що така унікальна місія досить ризикована і що її успішне завершення жодним чином не гарантується. Тож Асоціація університетів для досліджень в астрономії (AURA), яка керує Інститутом досліджень космічним телескопом (STSI), сформувала комітет із провідних американських астрономів для оцінки ефективності ремонтної місії та вивчення ідей для майбутніх космічних телескопів, які знадобляться, якщо ремонтна місія не буде виконана. Підбадьорений успіхом HST та визнаючи інноваційну роботу в Європі для майбутніх місій, цей комітет, що отримав назву HST & Beyond, запропонував концепцію більшого та набагато холоднішого, чутливого до інфрачервоного випромінювання телескопа, який міг би досягти космологічного часу народження перших галактик. Ця високопріоритетна наукова мета була поза межами можливостей HST, оскільки, як теплий телескоп, він був засліплений інфрачервоним випромінюванням від власної оптичної системи. На додаток до рекомендацій щодо продовження місії HST до 2005 року та розробки технологій для пошуку планет навколо інших зір, НАСА прийняло головну рекомендацію HST & Beyond щодо великого холодного космічного телескопа (охолодженого до сотень градусів нижче 0 °C) і розпочало процес планування майбутнього JWST.
Починаючи з 1960-х років на початку кожного десятиліття національні академії організували спільноту астрономів США, для творчої візії про астрономічні інструменти та дослідження на наступне десятиліття, а також досягнення консенсусу щодо цілей і пріоритетів. Бувши вірним прихильником «Декадних (десятирічних) опитувань астрономії та астрофізики» (англ. Astronomy and Astrophysics Decadal Survey), які ще з 1960-х доносили думку астрономічної спільноти щодо перспектив розвитку астрономії до агентства, НАСА також досягло надзвичайного успіху в розробці програм та інструментів для виконання рекомендацій опитування. Таким чином, підтримуючи майбутній телескоп із середини 1990-х років, астрономічна спільнота надала йому високого пріоритету в десятирічному опитувані 2000 року. Підготовка опитування включала подальший розвиток наукової програми, яка стала відомою як «Космічний телескоп наступного покоління» (англ. Next Generation Space Telescope, NGST), а також досягнення відповідних технологій НАСА. У міру розвитку концепції NGST було посилено важливість місії для вивчення народження галактик у молодому Всесвіті та пошуку планет навколо інших зір. Як і очікувалось, NGST отримав найвищий рейтинг у десятирічному огляді астрономії та астрофізики 2000 року, що дозволило продовжити проєкт із повним схваленням консенсусу спільноти.

### Проєктування
Проєктування телескопа розпочалась 1996 року з бюджетом 500 млн дол., а запуск спочатку планувався на 2007 рік. Проєкт кілька разів відкладали, а видатки зростали.
У 2002 році, після розробки дизайну, телескоп перейменували на честь другого адміністратора НАСА (1961—1968) Джеймса Е. Вебба (1906—1992). Вебб очолював агентство під час програми Аполлон і заснував наукові дослідження як основну діяльність НАСА. JWST — це проєкт НАСА у міжнародній співпраці Європейського космічного агентства (ESA) та Канадського аерокосмічного агентства (CSA).

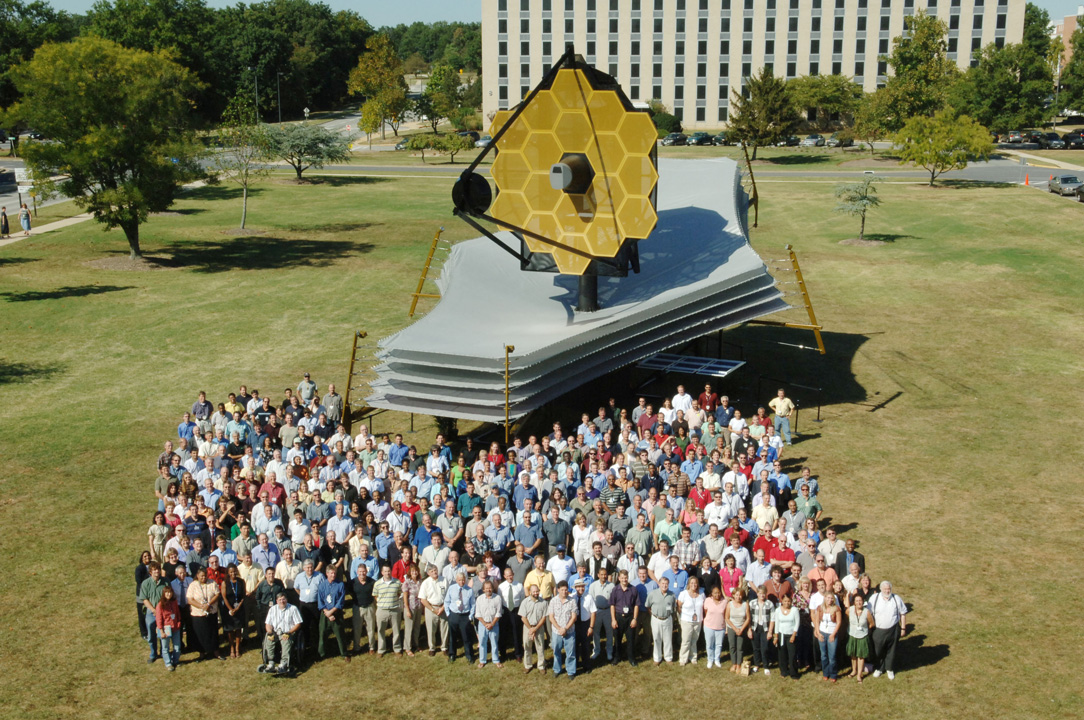
На тлі макета «Джеймса Вебба» в повну величину стоять кількасот робітників Центру космічних польотів імені Ґоддарда, що його створювали (2005 рік)

2005 року проєкт переробили. Початкові оцінки вартості межах 500 млн — 1 млрд $ були ненадійними і пізніше спонукали робити детальніші розрахунки перед десятирічними оглядами.
Для НАСА проєкт став однією з «великих стратегічних місій» відділу астрофізики (англ. Astrophysics Science Division), де «великими» зазвичай називають проєкти вартістю понад 1 млрд $.
У січні 2007 року дев'ять із десяти ключових технологій проєкту успішно пройшли технологічну експертизу без захисту (англ. Technology Non-Advocate Review, T-NAR). Ці технології були визнані достатньо зрілими, щоб зняти значні ризики в проєкті. У квітні 2007 року було розроблено технологію останнього елемента, що залишався — кріоохолоджувача MIRI. Ця технологічна експертиза стала початковим кроком у процесі, який зрештою перевів проєкт на етап детального проєктування (фаза C). До травня 2007 р. витрати все ще були на плановому рівні. У березні 2008 року проєкт успішно завершив попередню експертизу конструкції (англ. Preliminary Design Review, PDR).
| Рік                             | Планована дата запуску | Повний бюджет (мільярдів доларів США) |
| ------------------------------- | ---------------------- | ------------------------------------- |
| 1997                            | 2007                   | 0,5                                   |
| 1998                            | 2007                   | 1                                     |
| 1999                            | 2007—2008              | 1                                     |
| 2000                            | 2009                   | 1,8                                   |
| 2002                            | 2010                   | 2,5                                   |
| 2003                            | 2011                   | 2,5                                   |
| 2005                            | 2013                   | 3                                     |
| 2006                            | 2014                   | 4,5                                   |
| 2008: Preliminary Design Review |                        |                                       |
| 2008                            | 2014                   | 5.1                                   |
| 2010: Critical Design Review    |                        |                                       |
| 2010                            | 2015 to 2016           | 6,5                                   |
| 2011                            | 2018                   | 8,7                                   |
| 2013                            | 2018                   | 8,8                                   |
| 2017                            | 2019                   | 8,8                                   |
| 2018                            | 2020                   | ≥8,8                                  |
| 2019                            | Березень 2021          | 9,66                                  |
| 2021                            | Грудень 2021           | 9,70                                  |

2009 року НАСА почало прохати більше коштів. Незалежне оцінювання (Independent Comprehensive Review Panel, ICRP) у звіті за жовтень 2010 показало, що бюджет, прийнятий у 2008 році, був недосконалим і не враховував деякі передбачувані видатки. Звіт також стверджував, що збільшення кошторису й затримки були спричинені бюджетом і керівництвом, а не інженерними проблемами. Як наслідок, для керування бюджетом проєкту створили нову структуру, окрему від відділу астрофізики. Нові видатки привернули політичну й громадську увагу, мали вплив на усі астрофізичні проєкти та Директорат наукових місій NASA в цілому. НАСА винесло з цього кілька уроків, зокрема усвідомлювати залежність від незавершених розробок, ефективніше оцінювати вимоги і мати бюджетні резерви.
У квітні 2010 року телескоп пройшов критичну експертизу конструкції (англ. Mission Critical Design Review, MCDR). Проходження MCDR означало, що обсерваторія в цілому відповідатиме всім науковим та інженерним вимогам для здійснення своєї місії й дало «зелене світло» для її будівництва. Після MCDR було скориговано розклад запуску, він передбачався в 2018 році.

### Будівництво
До 2011 року проєкт JWST перебував на завершальній стадії проєктування та виготовлення (фаза C). Як і будь-яка складна конструкція, яку неможливо змінити після запуску, були детальні огляди кожної частини проєкту, будівництва та передбачуваної експлуатації. Проєкт запровадив нові технологічні кордони, він пройшов перевірку дизайну. Датою запуску було оголошено 2018 рік.
25 листопада 2015 року на телескоп встановили першу частину дзеркала та деяке інше обладнання. У лютому 2016 року головне дзеркало було повністю готове. Його збирання відбувалося в Центрі космічних польотів імені Ґоддарда.

## Місія та цілі
JWST орієнтований на астрономію ближньо-інфрачервону астрономію, але він також може спостерігати оранжеве та червоне видиме світло, а також середню інфрачервону область, залежно від інструменту. Акцент на дослідженні близького і середнього інфрачервоного випромінювання зроблено з трьох основних причин:
- видиме випромінювання далеких об'єктів із великим червоним зсувом зміщується в інфрачервоний діапазон. За допомогою телескопу Вебба вчені сподівалися побачити об'єкти, що почали випромінювати лише через 200 млн років після Великого вибуху[41];
- холодні об'єкти, такі як уламкові диски та планети, випромінюють найсильніше в інфрачервоному діапазоні;
- цю смугу важко вивчати з Землі чи за допомогою наявних космічних телескопів, таких як Габбл.

Приблизна схема прозорих діапазонів електромагнітного випромінювання атмосфери Землі, включаючи видиме світло.

Наземні телескопи мають спостерігати крізь атмосферу Землі, яка є непрозорою в багатьох інфрачервоних діапазонах (див. малюнок атмосферного поглинання). Атмосфера містить багато хімічних сполук, таких як вода, вуглекислий газ і метан, що значно ускладнює аналіз навіть у тих діапазонах, де вона майже прозора, адже вони поглинають електромагнітне випромінювання в окремих лініях спектра. Наявні космічні телескопи, такі як Габбл, не могли вивчати цей діапазон, оскільки їх дзеркала недостатньо охолоджені (дзеркало Габбла підтримується при температурі близько 15 °C (288 K)), тому сам телескоп сильно випромінює в інфрачервоному діапазоні.

Схема п'яти лагранжевих точок у системі Сонце — Земля. JWST буде розміщений поблизу точки Лагранжа L_{2}.

JWST працює на орбіті навколо точка Лагранжа L2 системи Сонце—Земля, на відстані приблизно 1 500 000 км від Землі (вчетверо далі Місяця). Така відстань практично унеможливлює ремонт або оновлення обладнання JWST після запуску, принаймні з тими космічними кораблями, що були недоступні на етапі проєктування та виготовлення телескопа. Утім, конструктори все ж вирішили обладнати телескоп стикувальним кільцем із розрахунком на можливі відвідини перспективними космічними кораблями. Об'єкти поблизу цієї точки Лагранжа обертаються навколо Сонця синхронно із Землею, що дозволяє телескопу залишатися на приблизно постійній відстані від нашої планети та мати приблизно однакову орієнтацію сонячного щита й платформи телескопа відносно Сонця та Землі. Така конфігурація дозволить підтримувати температуру телескопа нижче 50 K, що необхідно для спостережень в інфрачервоному діапазоні.

## Будова телескопу
У цілому, телескоп складається з таких частин: платформа космічного апарата, оптична система, інтегрований науково-інструментальний модуль і сонцезахисний щит.

### Платформа космічного апарата
Платформа космічного корабля є основним носійним компонентом космічного телескопа Джеймса Вебба, який об'єднує різні частини телескопа. Вона містить шість основних підсистем: електроживлення, орієнтації, зв'язку, керування та обробки даних, термоконтролю і рушійну установку. Двома іншими основними елементами JWST є інтегрований модуль наукових інструментів (англ. Integrated Science Instrument Module, ISIM) та оптична система телескопа (англ. Optical Telescope Element, OTE).

### Сонцезахисний щит
Для проведення спостережень в інфрачервоному спектрі необхідно підтримувати дзеркала та наукові прилади при температурі нижче 50 К, інакше інфрачервоне випромінювання самого телескопа засліплює його прилади. Тому телескоп використовує великий сонцезахисний екран, щоб блокувати світло й тепло від Сонця, Землі та Місяця, а його розташування поблизу точки Земля — Сонце L2 залишатиме всі три тіла по один бік від космічного корабля весь час. Його гало-орбіта навколо точки L2 уникає тіні Землі та Місяця, підтримуючи постійні умови для сонячного екрана та сонячних батарей.
Кожен шар п'ятишарового сонцезахисного щита виготовлено з Каптону E, комерційно доступної поліімідної плівки від DuPont, вкритої алюмінієм з обох боків. Обернена до Сонця поверхня двох найгарячіших шарів додатково вкрита легованим кремнієм і саме через це вона має рожевий відтінок. Перший шар плівки має товщину 0,05 мм, усі інші — 0,025 мм. Алюмінієве покриття має товщину близько 100 нм, кремнієве — близько 50 нм. Загалом кожен шар не товщий людської волосини. Мікророзриви полотна щита під час тестів 2018 року привели до чергових затримок запуску Джеймса Вебба.
Сонцезахисний щит розрахований на дванадцятикратне складання, щоб поміститись в обтічник ракети Ariane 5, який має діаметр 4,57 м і довжину 16,19 м. Після розгортання щит матиме розмір 14 м × 21 м, що можна порівняти з розміром тенісного корту. Сонцезахисний щит зібрала вручну компанія ManTech (NeXolve) в Гантсвіллі, штат Алабама (США), потім його доставили для тестування до Northrop Grumman в Редондо-Біч, штат Каліфорнія (США).

### Оптика

Дзеркало «Габбла» (ліворуч) і «Вебба» (праворуч) в одному масштабі

Оптична система JWST являє собою тридзеркальний анастигмат, який використовує опукле вторинне та третинне дзеркала для передачі зображень без оптичних аберацій у широкому полі.
Головне дзеркало телескопа ім. Джеймса Вебба складається з 18 шестикутних дзеркальних елементів діаметром 1,32 м зроблених із берилію, вкритого тонким шаром золота. Складене з частин дзеркало має діаметр 6,5 м, а його площа — 25,4 кв. м. Під час запуску дзеркало перебувало під обтічником ракети в згорнутому вигляді.
Вторинне дзеркало має діаметр 0,74 м. Воно розміщене на довгих штангах, які під час запуску були складені.
Для взаємного позиціювання дзеркальних елементів та надання їм належної форми телескоп має 132 невеликих двигуни (так звані актуатори). Кожен із 18 сегментів головного дзеркала керується 7 актуаторами: 6 уздовж країв для регулювання положення та один у центрі для регулювання радіуса кривини. Загалом головне дзеркало має 126 актуаторів, і ще 6 актуаторів для вторинного дзеркала, що дає в цілому 132. Приводи можуть позиціювати дзеркало з точністю до 10 нанометрів.

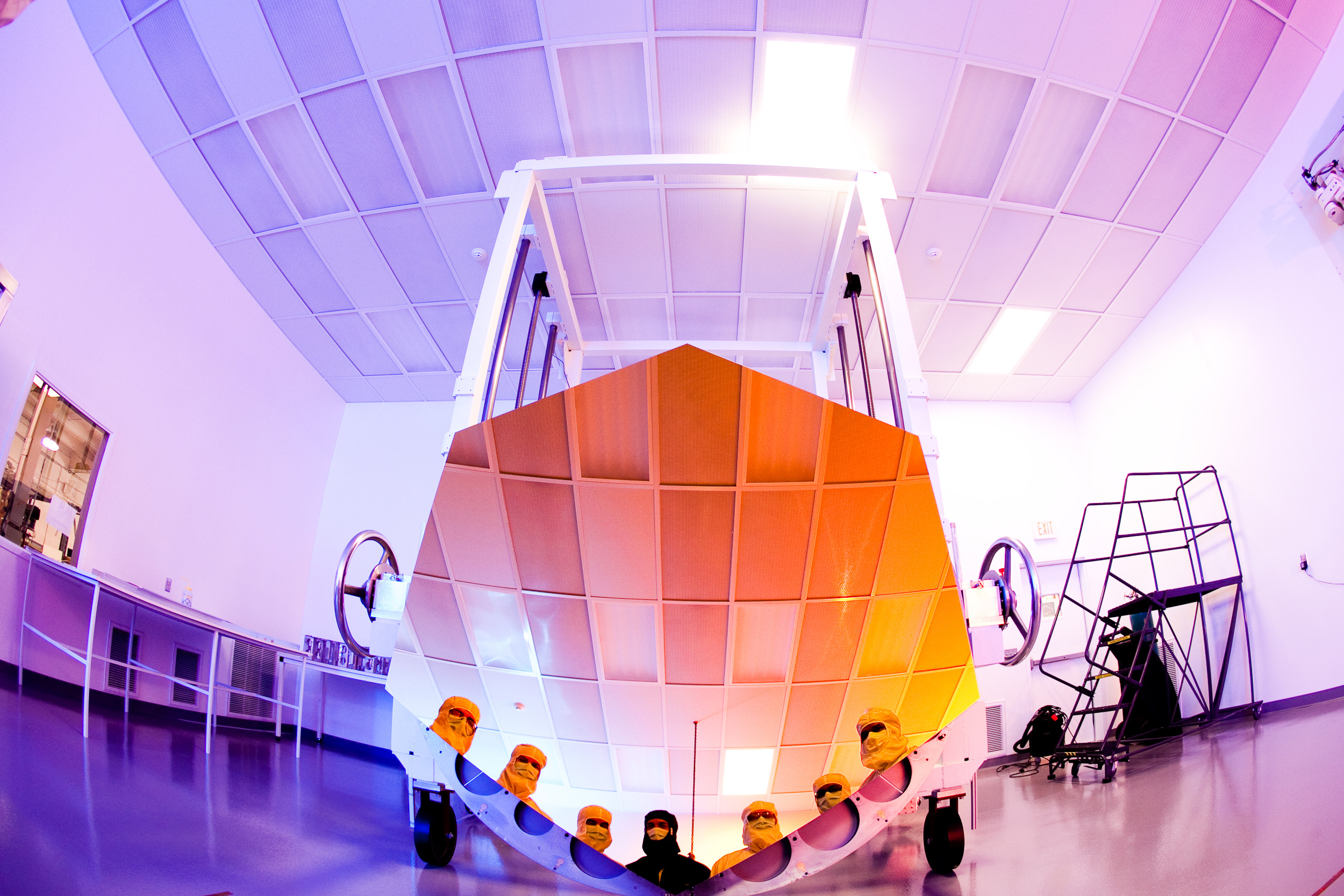
Сегмент головного дзеркала телескопа Вебба в 2010 році

Третинне дзеркало закріплено нерухомо. Воно відбиває світло на кермове дзеркало (англ. steering mirror), яке може регулювати своє положення (для протидії вібрації) і спрямовує світло на наукові інструменти.
Головним субпідрядником у виконанні робіт з оптики стала Ball Aerospace & Technologies, яку направляв головний підрядник, Northrop Grumman Aerospace Systems, що уклав контракт із Центром космічних польотів імені Ґоддарда.

### Наукові інструменти
Інтегрований науково-інструментальний модуль (англ. Integrated Science Instrument Module, ISIM) складається з таких дослідницьких інструментів:
- Камера ближнього інфрачервоного діапазону (англ. Near-Infrared Camera, NIRCam).
- Спектрограф ближнього інфрачервоного діапазону (англ. Near-Infrared Spectrograph, NIRSpec).
- Прилад для роботи в середньому діапазоні інфрачервоного випромінювання (англ. Mid-Infrared Instrument, MIRI).
- Датчик точного наведення з пристроєм формування зображення в ближньому інфрачервоному діапазоні й безщілинним спектрографом (англ. Fine Guidance Sensor/Near InfraRed Imager and Slitless Spectrograph, FGS/NIRISS).

#### NIRCam

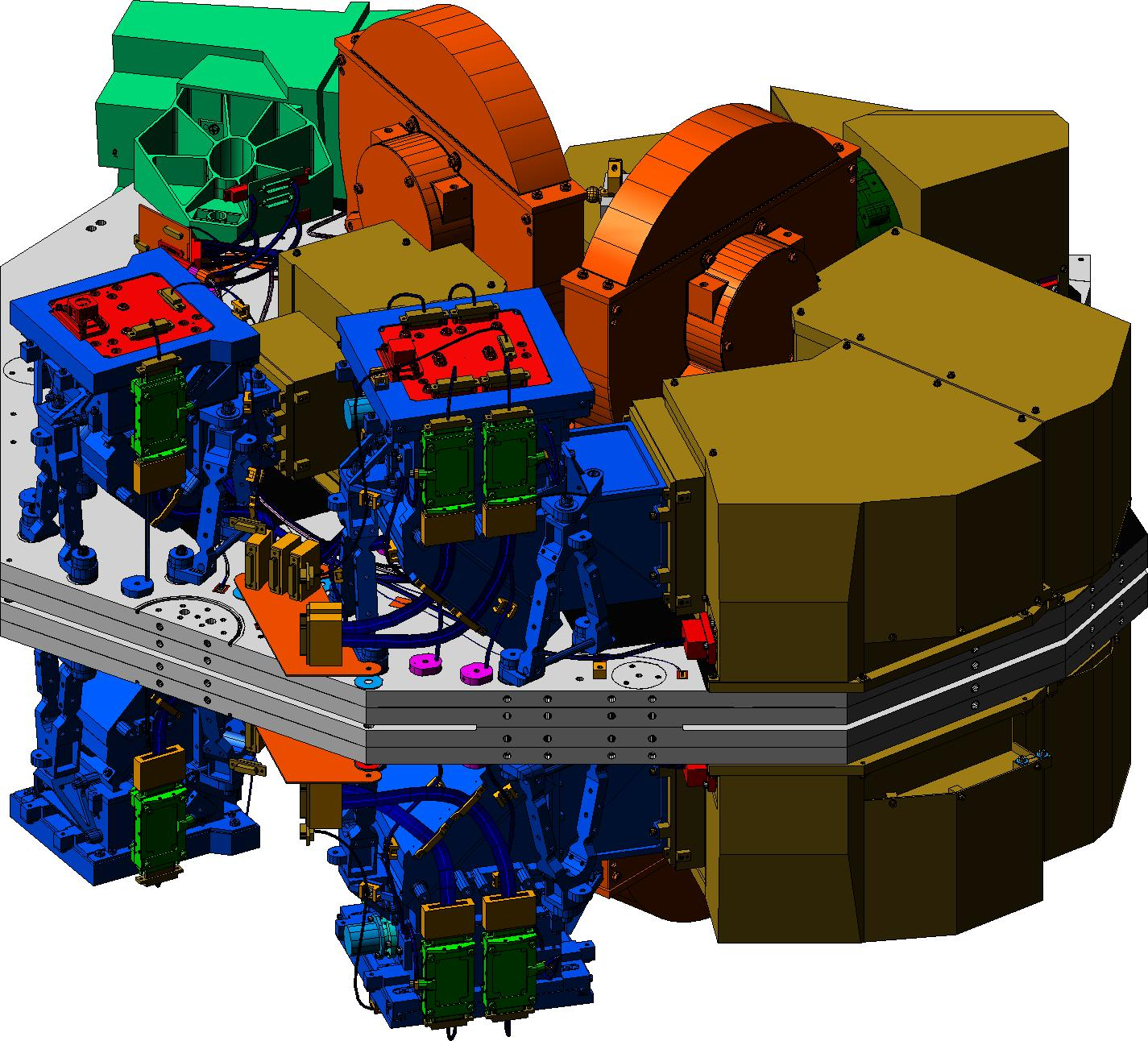
Цифрова модель NIRCam

Камера ближнього інфрачервоного діапазону є основним блоком формування зображення «Вебба» і складається з масиву ртутно-кадмієво-телурових детекторів. Робочий діапазон приладу становить від 0,6 до 5 мкм. Його розробив Аризонський університет спільно з Центром передових технологій компанії Lockheed Martin.
До завдань приладу входять:
- виявлення світла від ранніх зір і галактик на стадії їх формування;
- вивчення зоряного населення у найближчих галактиках;
- вивчення молодих зір Чумацького Шляху та об'єктів поясу Койпера;
- визначення морфології та кольору галактик на великому червоному зсуві;
- визначення кривих блиску далеких наднових;
- створення карти темної матерії за допомогою гравітаційного лінзування.

Прилад оснащений коронографом, який дозволяє робити знімки слабких об'єктів поблизу яскравих джерел. За допомогою коронографа астрономи сподіваються визначити характеристики екзопланет, що обертаються навколо найближчих зір.

#### NIRSpec

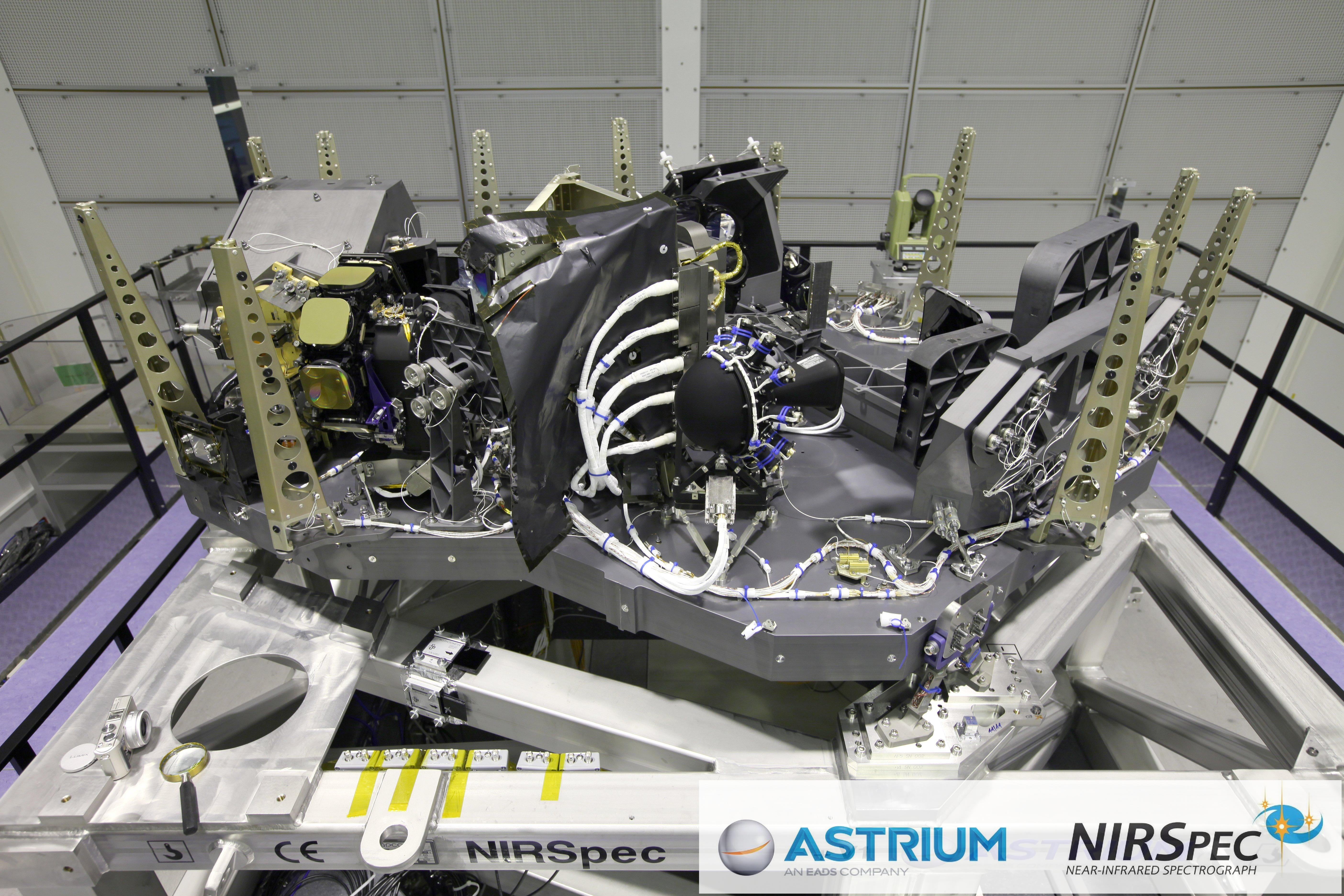
Модель NIRSpec

Спектрограф ближнього інфрачервоного діапазону аналізуватиме спектр джерел, що дозволить отримувати інформацію як про фізичні властивості досліджуваних об'єктів (наприклад, температуру та масу), так і про їх хімічний склад. Інструмент здатний робити спектроскопію середньої роздільної здатності в діапазоні довжин хвиль 1—5 мкм і низької роздільної здатності з довжиною хвилі 0,6—5 мкм.
Багато об'єктів, які «Вебб» вивчатиме, випромінюють настільки мало світла, що телескопу для аналізу спектра необхідно збирати світло від них протягом сотень годин. Щоб вивчити тисячі галактик за 5 років роботи телескопа, спектрограф розроблено з можливістю одночасного спостереження 100 об'єктів на площі неба 3 × 3 мінути. Для цього вчені та інженери центру Годдарда розробили технологію мікрозатворів для керування світлом, що потрапляє в спектрограф.
Мікроелектромеханічна система називається «масив мікрозатворів» (англ. microshutter array). У комірках мікрозатворів спектрографа NIRSpec є кришки, які відкриваються і закриваються під дією магнітного поля. Кожен осередок розміром 100 на 200 мкм індивідуально керується і може бути відкритим або закритим, надаючи або, навпаки, блокуючи відповідну ділянку неба для спектрографа. Всього в пристрої 250 000 мікрозатворів.

#### MIRI

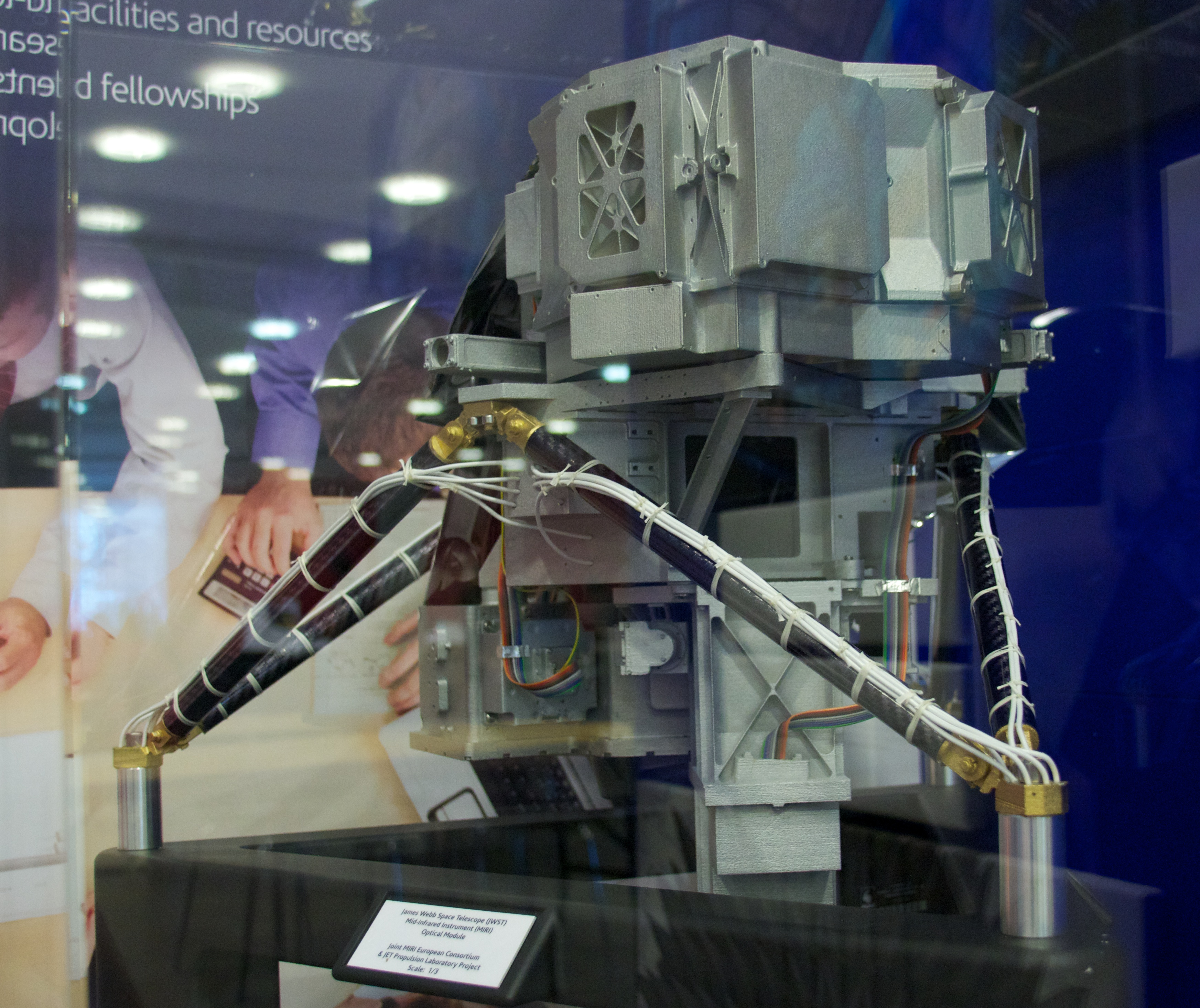
Модель MIRI в масштабі 1:3

Прилад для роботи в середньому діапазоні інфрачервоного випромінювання (5—28 мкм) складається з камери з датчиком, що має роздільну здатність 1024 × 1024 пікселя, та спектрографа.
MIRI складається з трьох масивів арсен-кремнієвих детекторів. Чутливі детектори цього приладу дозволять побачити червоний зсув далеких галактик, формування молодих зір і слабко видимих комет, а також об'єкти в поясі Койпера. Модуль камери надає можливість знімання об'єктів у широкому діапазоні частот з великим полем зору, а модуль спектрографа забезпечує спектроскопію середньої роздільної здатності з меншим полем зору, що дає змогу отримувати докладні фізичні дані про віддалені об'єкти.
Номінальна робоча температура для MIRI — 7 К. Така температура не може бути досягнута використанням лише пасивної системи охолодження — сонцезахисного щита, який забезпечує температуру близько 40 К. Натомість, охолодження здійснюється в два етапи: установка попереднього охолодження на основі пульсаційної трубки (англ. Pulse Tube precooler) охолоджує прилад до 18 К, потім теплообмінник з адіабатичним дроселюванням внаслідок ефекту Джоуля — Томсона знижує температуру до 7 К.
Прилад розробила група під назвою MIRI Consortium, що складається з вчених та інженерів із країн Європи, команди співробітників Лабораторії реактивного руху у Каліфорнії та вчених із кількох інститутів США.

#### FGS/NIRISS
Датчики точного наведення (Fine Guidance Sensor/FGS) і пристрій формування зображення в ближньому інфрачервоному діапазоні та безщілинний спектрограф (Near InfraRed Imager and Slitless Spectrograph/NIRISS) будуть упаковані разом, але по суті це два різні пристрої. Обидва пристрої розроблені Канадським космічним агентством.
FGS застосовується для стабілізації променя зору телескопу під час спостережень. Вимірювання FGS застосовуються для як контролю загальної орієнтації космічного апарата, так і для керування тонким кермовим дзеркалом стабілізації зображення.

### Галерея

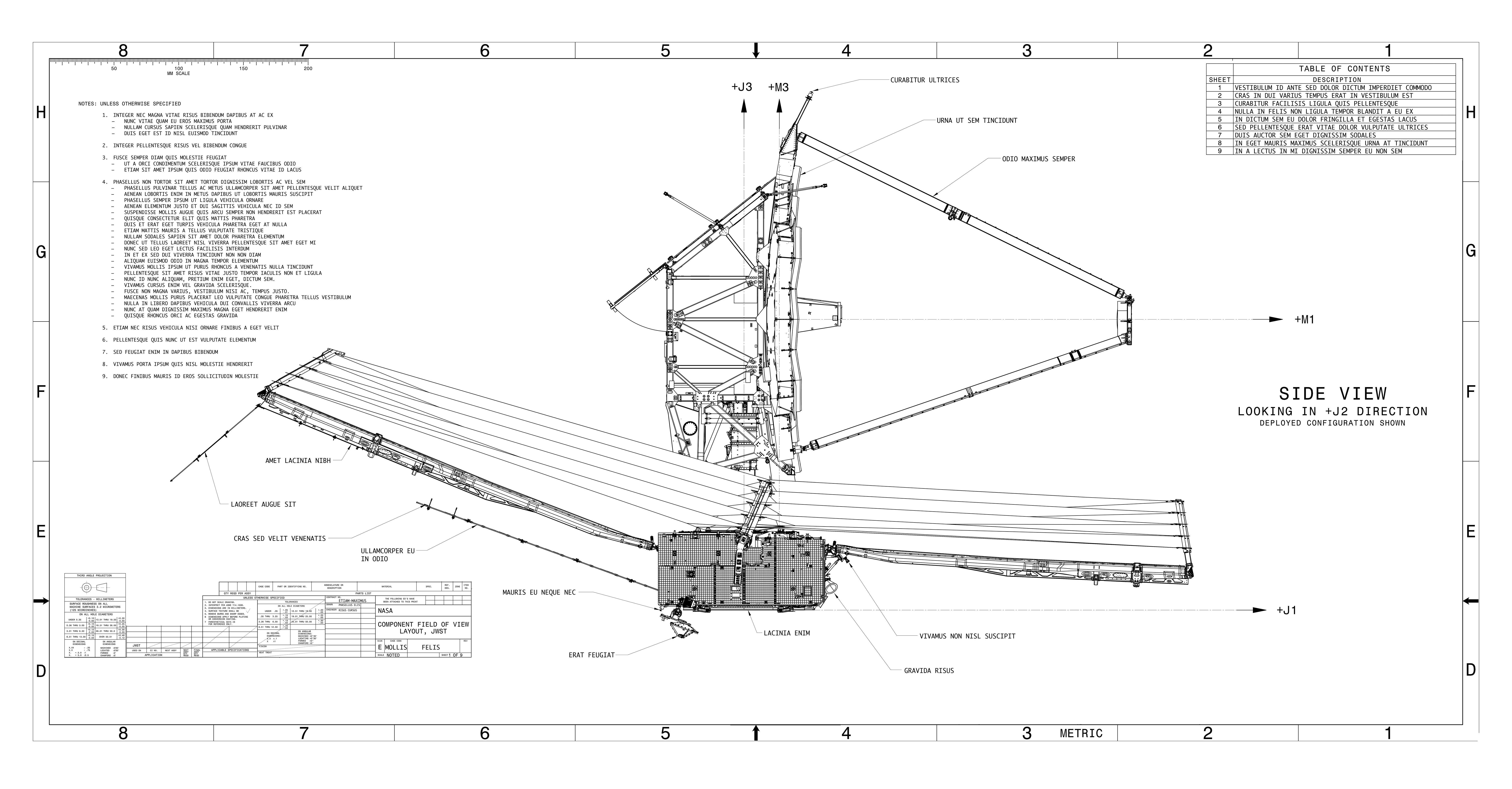
Схема-проєкт телескопу
Вид згори на три чверті
Вид знизу (сонячна сторона)

## Підготовка до запуску

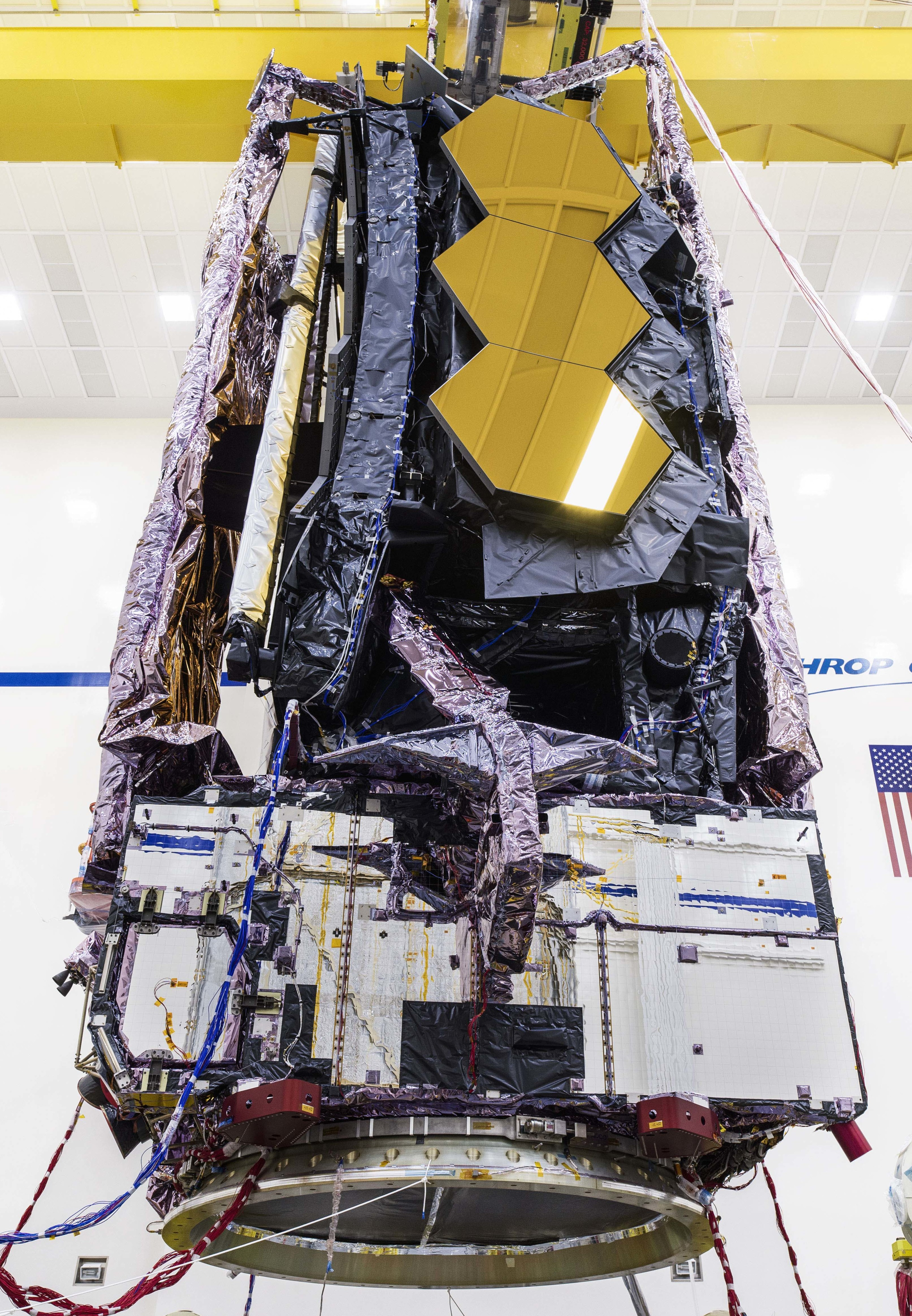
Зібраний телескоп проходить тестування в середовищі, наближеному до робочого

Збирання телескопа було завершено у 2016 році, того ж року розпочали тестування. У вересні 2017 року дату старту перенесли на весну 2019 року.
У березні 2018 року через пошкодження сонцезахисного екрана телескопа, який розірвався під час тестового розгортання, НАСА відклало запуск на травень 2020 року.
У липні 2018 року за рекомендаціями незалежної комісії запуск було перенесено на 31 березня 2021 року.
У березні 2020 року роботи з телескопом були призупинені через пандемію коронавірусної хвороби, що вилилось в чергове перенесення запуску. У червні 2020 року НАСА оголосила про запуск до кінця 2021 р. Після відновлення робіт над телескопом у липні 2020, дата запуску була призначена на 31 жовтня 2021 року.
Наприкінці травня 2021 року виникли проблеми з доставлянням вже готового телескопа на космодром, його монтажем на ракету та власне з ракетою-носієм Ariane 5 і дату старту знову відклали.
У вересні 2021 року запуск телескопа було призначено на 18 грудня 2021 року, а наприкінці листопада запуск перенесли на 22 грудня 2021 року.
14 грудня телескоп встановили на ракету-носій Ariane 5 і виявили проблеми обміну даними між телескопом та ракетою (частина даних під час передачі втрачалася). НАСА відклала старт до 25 грудня.

## Порівняння з іншими телескопами

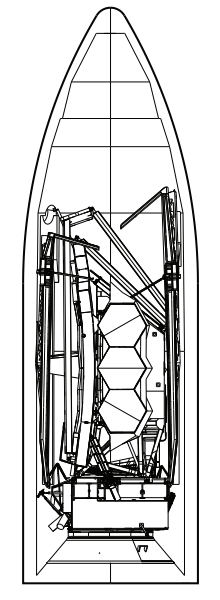
Телескоп у згорнутому вигляді під обтічником ракети Ariane 5

На відміну від телескопа Габбла, який досліджує небо в ближньому ультрафіолетовому, видимому і ближньому інфрачервоному спектрах (0,1—1 мкм), телескоп Вебба здійснюватиме спостереження в нижчому частотному діапазоні: від довгохвильового видимого світла до середнього інфрачервоного (0,6—28,3 мкм), що дасть йому змогу спостерігати об'єкти з великим червоним зсувом, які занадто старі і дуже далекі для спостереження Габблом.
«Джеймс Вебб» матиме вдвічі меншу масу, ніж «Габбл», проте його головне дзеркало — 6,5-метровий вкритий золотом берилієвий рефлектор — має площу 25,4 кв. м, що більш як ушестеро перевищує площу дзеркала Габбла.
Очікувалося, що за чутливістю телескоп Вебба перевершить свого попередника — телескоп Габбла — в 100 разів. Телескоп Вебба настільки чутливий, що міг би помітити теплову сигнатуру джмеля на Місяці, спостерігаючи за ним із Землі.
| Назва                                                                        | Рік  | Довжина хвилі (мкм) | Апертура (м) | Охолодження                 |
| ---------------------------------------------------------------------------- | ---- | ------------------- | ------------ | --------------------------- |
| InfraRed Astronomical Satellite (IRAS)                                       | 1983 | 12—100              | 0,57         | Рідкий гелій                |
| Spacelab Infrared Telescope (IRT)                                            | 1985 | 1,7—118             | 0,15         | Рідкий гелій                |
| Інфрачервона космічна обсерваторія (ISO)                                     | 1995 | 2,5—240             | 0,60         | Рідкий гелій                |
| Space Telescope Imaging Spectrograph (STIS) телескопу Габбла                 | 1997 | 0,115—1,03          | 2,4          | Пасивне                     |
| Near Infrared Camera and Multi-Object Spectrometer (NICMOS) телескопу Габбла | 1997 | 0,8—2,4             | 2,4          | Нітроген, згодом кріокамера |
| Спітцер                                                                      | 2003 | 3—180               | 0,85         | Рідкий гелій                |
| Wide Field Camera 3 (WFC3) телескопу Габбла                                  | 2009 | 0,2—1,7             | 2,4          | Пасивне та термоелектричне  |
| Гершель                                                                      | 2009 | 55—672              | 3,5          | Рідкий гелій                |
| JWST                                                                         | 2021 | 0,6—28,5            | 6,5          | Пасивне і кріокамера (MIRI) |

## Розподіл спостережного часу
Спостереженнями на JWST керував науковий інститут космічного телескопа (англ. Space Telescope Science Institute, STScI). Час спостережень розподілявся за трьома програми:
- Спостереження гарантованого часу (англ. Guaranteed Time Observations, GTO). Призначені для розробників телескопа.
- Дослідження на розсуд директора (англ. Director's Discretionary Early Release Science, DD-ERS). Їх результати публікують негайно, для аналізу науковою спільнотою.
  - Наприкінці 2017 року директор обрав 13 пропозицій для першого циклу таких спостережень, що мали здійснюватися протягом п'яти місяців. На нього було виділено 500 годин часу. Спостереження мали показати можливості телескопа, щоб астрономи могли планувати подальші наукові програми. Учасниками програми стали 253 дослідники, які представляли 18 країн світу і 22 штати США[94].
- Загальних спостерігачів (англ. General Observers, GO). Програма надає можливість усім астрономам подати заявку на спостереження і займатиме основну частину часу. Пропозиції відбиратиме комітет із розподілу часу (англ. Time Allocation Committee, TAC) шляхом експертної оцінки, подібно до процесу розгляду пропозицій щодо використання космічного телескопа Габбла. Очікувалося, що попит на такі спостереження буде значно перевищувати доступний час.

Після старту НАСА виділяла чотири основні напрямки досліджень:
- Дослідження раннього Всесвіту: світло перших галактик, одразу після епохи космологічних Темних віків
- Вивчення еволюції галактик: Веббу будуть доступні тьмяніші й віддаленіші галактики для спостереження
- Еволюція зір: телескоп здатен заглянути всередину масивних газопилових хмар, які непрозорі для видимого світла.
- Спектроскопія екзопланет: Вебб може знайти такі маркери життя (або придатності до життя) як вода чи метан у спектрах екзопланет.

Спостереження телескопа за квазарами допоможе пролити світло на космологічну епоху реіонізації, адже при народженні галактик квазари, які є надмасивними чорними дірами в їхніх центрах, мали найбільший вплив на їхню еволюцію і були найяскравішими.
Крім того, були плани використати JWST для пошуку і дослідження малих тіл Сонячної системи, зокрема транснептунових об'єктів.

## Запуск і перебіг місії

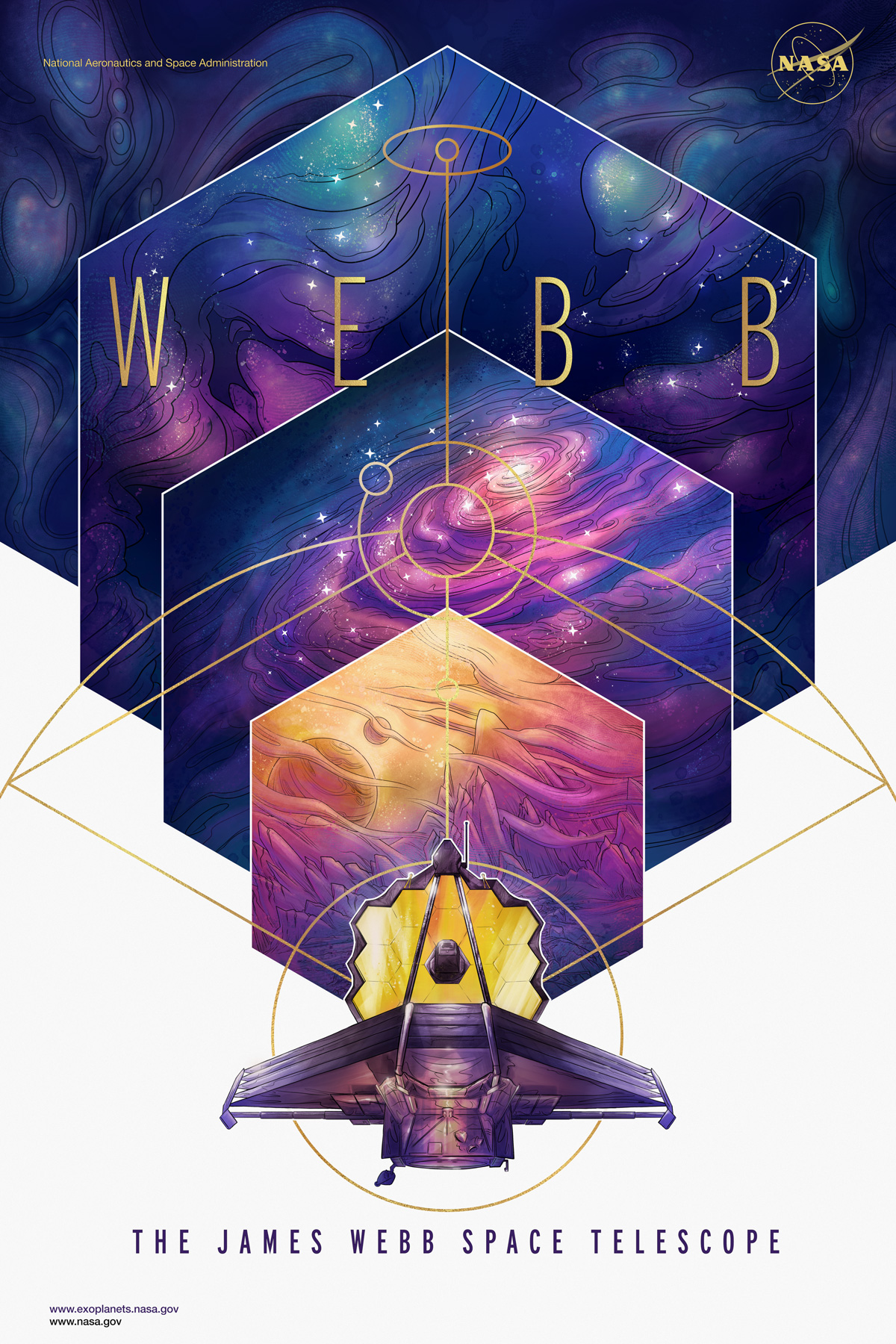
Офіційний постер телескопа ім. Джеймса Вебба

### 2021
JWST виведено на орбіту 25 грудня 2021 року ракетою-носієм Ariane 5 з космодрому Куру. Ракету-носій надала Європейська космічна агенція. Після успішного запуску адміністратор НАСА Білл Нельсон назвав це «великим днем для планети Земля». Телескоп відділився від верхнього ступеня через 27 хвилин 7 секунд після запуску й розпочав 30-денну подорож до точки Лагранжа L2. Спеціальна сторінка на сайті НАСА дозволяла спостерігати в реальному часі стан телескопа на його шляху до точки призначення: час польоту, відстань від Землі, відстань до точки Лагранжа, швидкість руху, температуру й фазу розгортання. Після запуску Президент Франції Емманюель Макрон заявив, що запуск орбітального телескопа «Джеймс Вебб» має стати однією з ключових подій в історії освоєння космосу.
Після запуску телескоп вдало провів два коригування траєкторії (25 і 27 грудня), аби дістатися точки Лагранжа. У цих маневрах обсерваторія витратила менше палива, ніж планувалося. Економія палива означає, що телескоп може працювати довше, ніж 10 років, на які був розрахований спочатку.

### 2022
- 4 січня 2022 року «Джеймс Вебб» завершив розгортання однієї з основних своїх конструкцій — сонцезахисного щита[104][105].
- 5 січня 2022 року було розгорнуто вторинне дзеркало. 7 січня обсерваторія розгорнула одну з бічних панелей головного дзеркал, а 8 січня 2022 року — другу. Таким чином через 14 днів після запуску телескоп завершив усі етапи розгортання[106][107].
- 24 січня 2022 року, після фінального маневру, який тривав 297 секунд і змінив швидкість апарата всього на 1,6 м/с, телескоп Вебба вийшов на заплановану гало-орбіту навколо точки Лагранжа L2[108].
- 28 січня 2022 року, фахівці НАСА увімкнули вузькоспрямовану антену телескопа та визначили перший об'єкт спостережень: це зоря HD 84406, яка розташована у сузір'ї Великої ведмедиці. Її спостереження мали розпочати, коли камера ближнього інфрачервоного діапазону (NIRcam) охолоне до робочої температури −153 °C. Ці спостереження призначені для вирівнювання сегментів дзеркала телескопа, яке мало тривати до кінця квітня[109][110].
- 25 лютого 2022 року, НАСА повідомило, що юстування дзеркала зроблено десь на половину[111].
- 16 березня було досягнуто наступної ключової точки в процесі юстування: телескоп Вебба зробив найчіткішу інфрачервону фотографію з космосу. Якість цієї фотографії перевершила й так високі початкові очікування можливостей телескопа[112].
- 11 липня 2022 року — продемонстровано перше кольорове зображення високої роздільної здатності, зроблене за допомогою космічного телескопа. Воно є композицією окремих знімків на різних довжинах хвиль, загальною експозицією 12,5 год[113]. На зображенні показано масивне скупчення галактик SMACS 0723 віком 4,6 мільярда років, яке слугує гравітаційною лінзою для об'єктів, що розташовані за ним. Одна зі слабких світлових плям на тлі датується віком понад 13 мільярдів років. Це зображення найранішого Всесвіту зі зроблених коли-небудь до того[114].
- 12—15 грудня 2022 року, під час конференції наукового інституту космічного телескопа Джеймса Вебба (JWST), яка відбулася в м. Балтиморі (США)[115], міжнародна команда астрономів, за допомогою отриманих та проаналізованих спостережень космічного телескопа Джеймса Вебба, підтвердила виявлення та існування найдавніших та найвіддаленіших чотирьох галактик. Телескоп зафіксував світло, яке ці галактики випромінювали понад 13,4 мільярда років тому. Це означає, що вони утворилися менш ніж через 400 мільйонів років після Великого вибуху, коли вік Всесвіту становив лише 2 % від його нинішнього віку. Три з них стали найвіддаленішими від Землі галактиками, відомими на сьогодні[116].

### 2023
- В травні 2023 року, на симпозіумі «Планетні системи та походження життя в еру телескопа James Webb», який відбувся у Балтиморі (США) було повідомлено про те, що космічний телескоп Джеймса Вебба (JWST) провів нові спостереження гейзерів Енцелада. Зафіксований ним 9 листопада 2022 року викид на Енцеладі виявився набагато більшим, що вдавалося побачити досі. Швидко замерзнувши, частинки льоду вилетіли на відстань, що в багато разів перевищує розміри супутника (діаметр якого трохи більше 500 кілометрів)[117].
- В червні 2023 року космічний телескоп Джеймса Вебба (JWST) надіслав перші фотографії Сатурна. Апарат зробив їх на камеру Near-Infrared Camera (NIRCam) і відправив їх на Землю. Як було повідомлено, в даний час вчені продовжують їх обробку та вивчення. Під час обробки фахівці зведуть разом кілька зображень, щоб отримати деталізацію Сатурна, його кілець та зроблять фотографії кольоровими[118][119].
- В червні 2023 року, завдяки застосуванню космічного телескопу Джеймса Вебба (JWST), вчені вперше виявили нову сполуку вуглецю в космосі, відому як метиловий катіон. Метиловий катіон був виявлений у молодій зоряній системі d203-506, розташованій на відстані близько 1350 світлових років від Землі, у Туманності Оріона. Вчені підкреслюють, що сполуки вуглецю є основою для життя, яке нам відоме, саме тому це відкриття викликало захоплення серед науковців, оскільки воно може мати важливе значення для пояснення походження і розвитку життя на Землі та підтвердити можливість його розвитку в інших куточках Всесвіту[120][121].
- На початку липня 2023 року, як повідомило видання Space, космічний телескоп Джеймса Вебба (JWST) виявив найвіддаленішу активну надмасивну чорну діру на сьогодні[122]. Галактика, в якій розташована давня чорна діра CEERS 1019, сформувалася досить рано в історії Всесвіту, всього через 570 мільйонів років після Великого вибуху. Активна надмасивна чорна діра в центрі CEERS 1019 незвичайна не лише своїм віком і відстанню, але й тим, що вона важить 9 мільйонів M☉, тобто в 9 мільйонів разів важча за Сонце[123].
- Влітку 2023 року, астрономи Університету Аризони в Тусоні за допомогою космічного телескопа Джеймса Вебба NASA, виявили ниткоподібну структуру з 10 галактик, яка існувала лише через 830 мільйонів років після Великого вибуху. Структура завдовжки 3 мільйони світлових років закріплена яскравим квазаром – галактикою з активною надмасивною чорною дірою в її ядрі. Команда вчених вважає, що нитка згодом перетвориться на величезне скупчення галактик, схоже на добре відоме скупчення у сузір’ї Волосся Вероніки (скупчення Кома)[124][125].
- В серпні 2023 року, співробітники Національного центру наукових досліджень, що базується в Тулузі (Франція), за допомогою космічного телескопу Джеймса Вебба здійснили революційне відкриття в протопланетному диску зірки d203-506 Великої туманності Оріона. А саме, було знайдено метиловий карбокатіон з хімічною формулою CH3+, який є молекулярним іоном та вважається основним будівельним блоком життя[126].
- 21 вересня 2023 року, NASA повідомило, що астрономи, які використовували дані телескопу Джеймса Вебба, виявили джерело вуглекислого газу на крижаній поверхні Європи. Дане відкриття має важливе значення для потенційної придатності до життя океану Європи[127][128].
- 22 вересня 2023 року, в дослідженні, опублікованому в The Astrophysical Journal, повідомлено, що телескоп JWST виявив понад 1000 галактик, таємничим чином схожих на наш Чумацький Шлях, які ховаються в ранньому Всесвіті. Двійники Чумацького Шляху у формі викривлених вінілів і тонких спіральних рукавів були знайдені JWST у минулому Всесвіту (понад 10 мільярдів років), тобто у період, коли вважалося, що насильницькі злиття галактик унеможливили існування великої кількості таких крихких галактик[129].
- 19 жовтня 2023 року, в дослідженні, опублікованому в науковому журналі Nature Astronomy, було повідомлено, що за допомогою телескопу JWST було визначено швидкість вітру в екваторіальному потоці на Юпітері, яка склала 515 км/год[130][131].

### 2024
- 12 серпня 2024 року групою вчених Чиказького університету на сторінках The Astrophysical Journal та arXiv було опубліковано результати дослідження, згідно якого нові вимірювання, зроблені за допомогою космічного телескопа Джеймса Вебба (JWST), свідчать про те, що локальний Всесвіт віддаляється від нас зі швидкістю близько 70 км (близько 43 миль) за секунду на мегапарсек. Це відкриття допоможе нарешті вирішити розбіжність між вимірюваннями прискорення розширення Всесвіту, яка не давала спокою вченим протягом більшої частини століття, тобто розв'язати проблему метричної невизначеності напруженості Габбла, яку іноді називають найбільшою кризою в космології[132][133].
- 9 грудня 2024 року, в журналі Nature було опубліковано результати дослідження, згідно якого, за допомогою космічного телескопу Джеймса Вебба (JWST), астрономи виявили величезну кількість раніше невідомих астероїдів у головному поясі між Марсом і Юпітером[134]. Деякі з нових, раніше невідомих астероїдів, прямують до Землі та можуть становити серйозну загрозу для нашої планети[135][136].

## Допомога кубсата-партнера MANTIS
Космічний телескоп Джеймса Вебба (JWST або Webb) у далекосяжних пошуках екзопланет отримає певну допомогу від набагато меншого штучного супутника, оптимізованого для спостереження за активністю зірок. Згідно повідомлення NASA, на допомогу Джеймсу Веббу в 2026 році буде запущено кубсат, який називається — моніторинг активності найближчих зірок за допомогою ультрафіолетової візуалізації та спектроскопії, або MANTIS. Як сплановано, ці два космічні об'єкти доповнять один одного. Серед багатьох завдань JWST ретельно вивчає атмосферу кам’янистих планет, на яких може існувати життя, як-от нещодавнє дослідження екзопланети в системі TRAPPIST-1. Тим часом MANTIS буде розглядати активність зірок, наприклад їх спалахи. MANTIS дивитиметься в глиб космосу в ультрафіолетовому світлі, включаючи найенергетичніший набір довжин хвиль, знаний як екстремальний ультрафіолет. За даними Університету Колорадо в Боулдері, це буде перший дослідник неба в цьому діапазоні після того, як Extreme Ultraviolet Explorer припинив свою діяльність у 2001 році.

## Галерея

Перші зображення космічного телескопа Джеймса Вебба — опубліковані 12 липня 2022 року
Cosmic Cliffs of Carina Nebula (NGC 3324) (NIRCam)
Carina Nebula (NGC 3324) (MIRI)
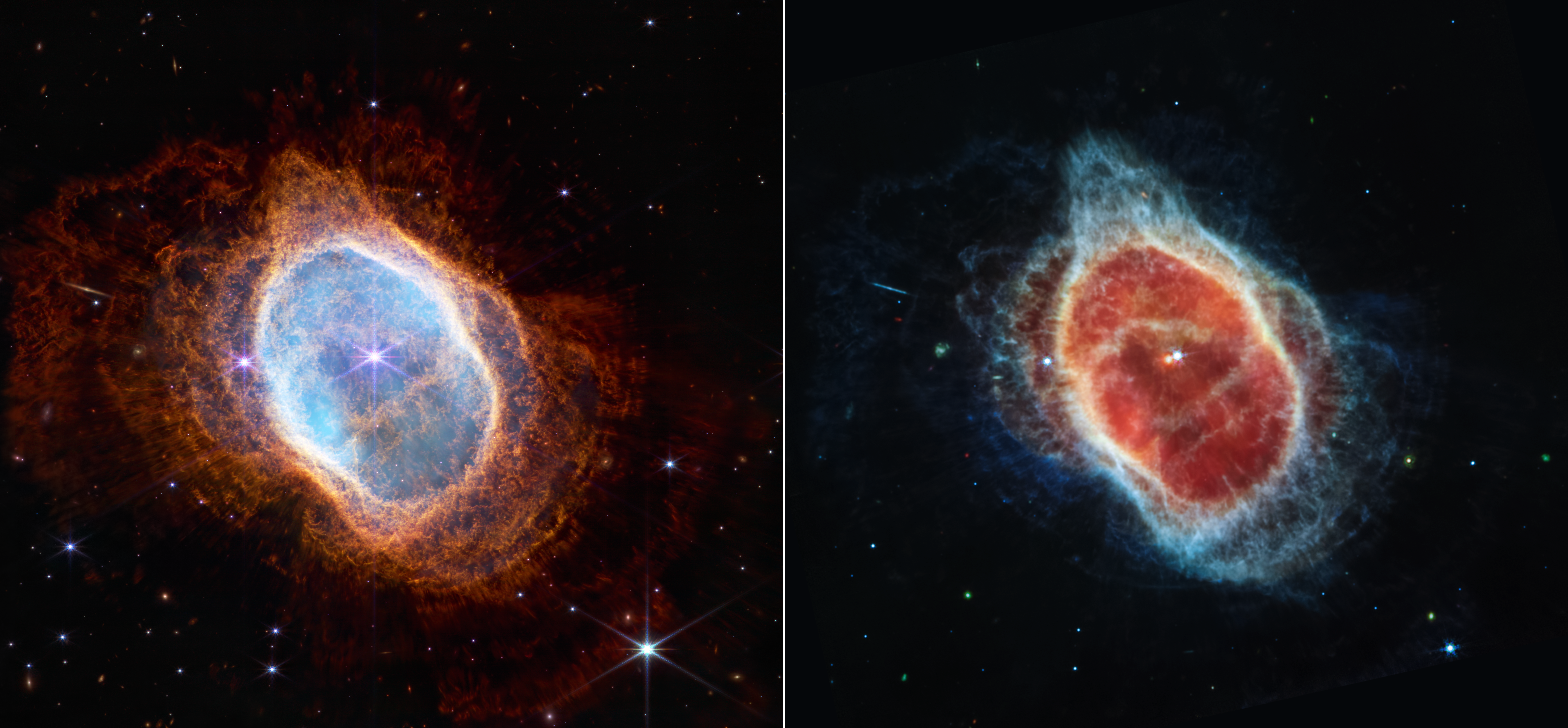
Southern Ring Nebula (NGC 3132; Left: NIRCam; Right: MIRI)
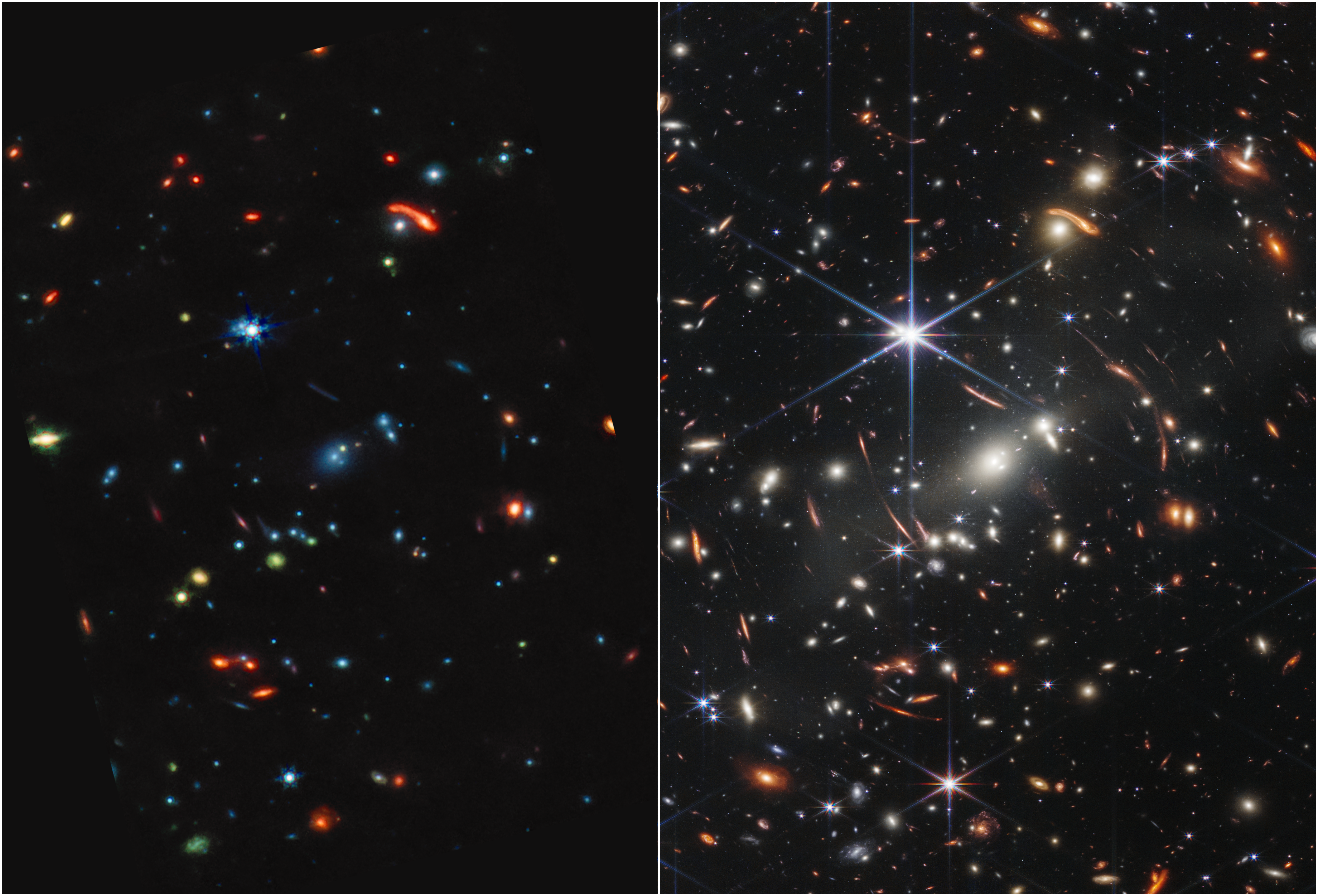
Webb's First Deep Field (SMACS 0723; Left: MIRI; Right: NIRCam)
Stephan's Quintet (NIRCam/MIRI composite)
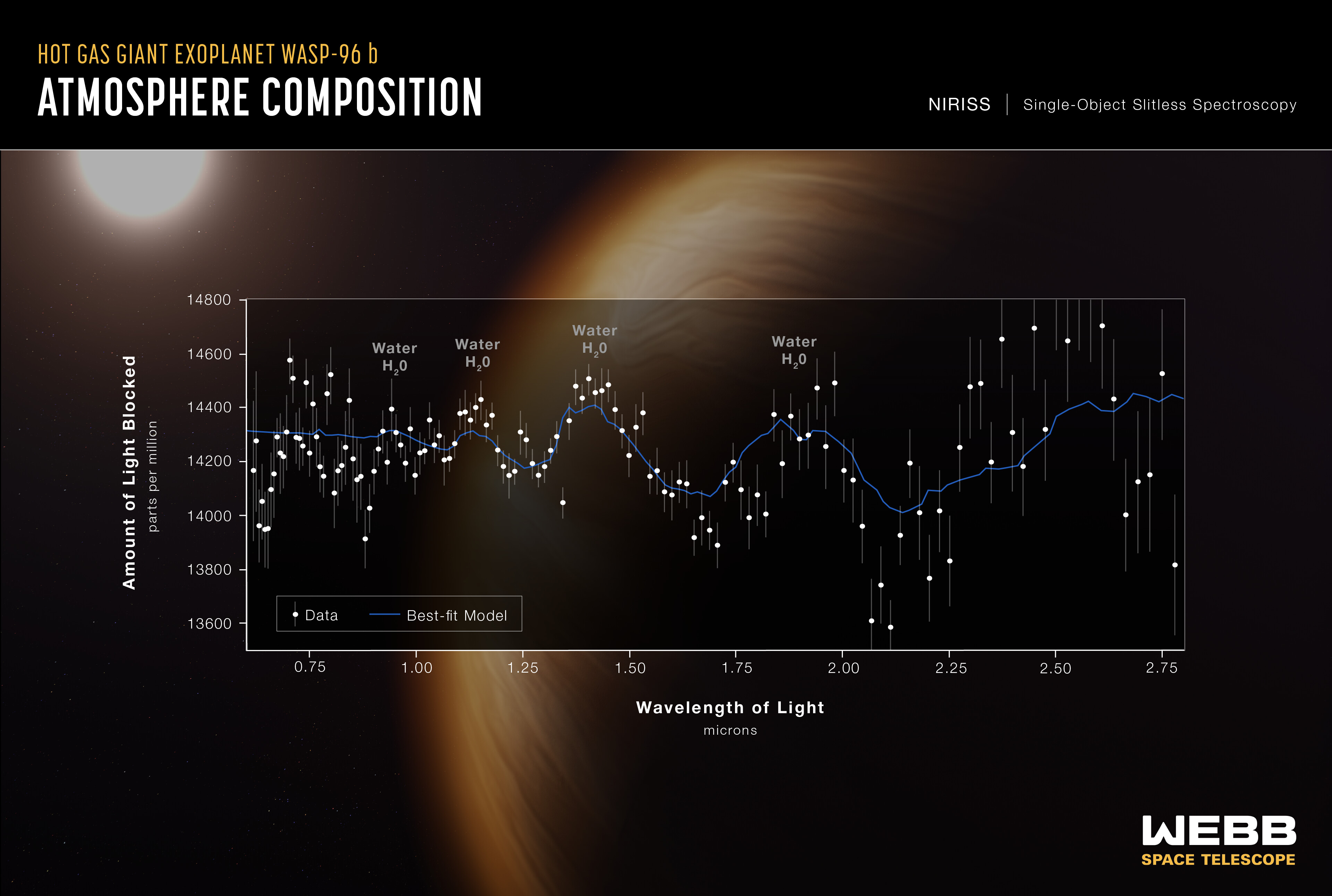
Spectrum of WASP-96b

### Відео
- Джеймс Вебб. 29 діб на межі — thealphacentauri.net
- Джеймс Вебб: телескоп, що переверне астрономію! — thealphacentauri.net
- Джеймс Вебб. Запуск, розгортання та орбіта космічного телескопа. — Всесвіт UA [Архівовано 15 грудня 2021 у Wayback Machine.]
- Джеймс Вебб — телескоп, що зжер астрономію
- Космічний телескоп Джеймса Вебба. Конструкція телескопа та майбутня наука. — Всесвіт UA [Архівовано 15 грудня 2021 у Wayback Machine.]
- Неймовірна місія телескопу Вебба — Хмаринка Science [Архівовано 15 грудня 2021 у Wayback Machine.]
- Шокуюче відкриття космічного телескопа Джеймс Вебб

### Текстові
- Десять цікавих фактів про телескоп James Webb // The Universe. Space. Tech.. — 2021. — 13 грудня.
- Calla Cofield. Встановлено перші наукові цілі для космічного телескоп Джеймса Вебба = NASA's New James Webb Space Telescope Just Got Its 1st Science Targets : [пер. з англ.] / Іван Крячко // Український астрономічний портал. — 2017. — 17 листопада.
- Олег Фея. Наступник «Габбла» // Український тиждень. — 2022. — 6 січня.
- Alexandra Witze. Телескоп Вебба відправився в космос – нова ера астрономії почалась = Webb telescope blasts off successfully — launching a new era in astronomy : [пер. з англ.] / Даниїл Бодюл // Alpha Centauri. — 2022. — 4 січня.

- Elizabeth Howell, Daisy Dobrijevic (27 квітня 2023). James Webb Space Telescope (JWST) — A complete guide. space.com. Архів оригіналу за 24 січня 2022.
- JWST homepage at STScI [Архівовано 4 червня 2020 у Wayback Machine.]
- JWST homepage at ESA [Архівовано 23 травня 2011 у Wayback Machine.]
- Неофіційний сайт телескопа
- Два роки телескопу Вебба: екзопланети, ранні галактики та інші неймовірні відкриття - Журнал Куншт